# Феромагнітний резонанс
Феромагнітний резонанс — один з різновидів електронного магнітного резонансу.

## Історія відкриття

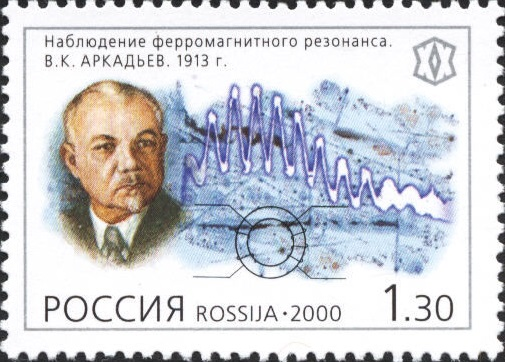
В. Аркадьєв на тлі осциллограмм феромагнітного резонансу.
Поштова марка Росії. 2000 р

Гіпотезу про явище, назване пізніше феромагнітним резонансом, першим висловив майбутній академік Володимир Аркадьєв. Підставою стали експерименти 1911—1913 років, в ході яких він спостерігав вибірковий характер поглинання сантиметрових електромагнітних хвиль феромагнетиками. Пізніше, в 1923 році, Яків Дорфман, досліджуючи розщеплення ліній атомних спектрів в магнітному полі, так званий ефект Зеемана, обґрунтував припущення В. Аркадьєва, виходячи з міркувань квантової фізики. У 1935 році, радянським фізикам Л. Д. Ландау і Є. М. Ліфшиць вдалося вивести рівняння динамічної магнітної сприйнятливості, що стало математичною основою теорії феромагнітного резонансу. У 1948 році американець Чарльз Кіттель описав зв'язок феромагнітного резонансу з формою зразка і магнітною анізотропією матеріалу. Експериментально феромагнітний резонанс в металах вперше, в 1946 р, виявив Дж. Гріффітс (англ. J. Н. К. Griffiths), а в феритах, в 1949 р., У. Хьюітт (англ. W. Н. Hewitt).

## Опис явища
Феромагнітний резонанс проявляється у вибірковому поглинанні феромагнетиком енергії електромагнітного поля при частотах, що збігаються з власними частотами прецесії магнітних моментів електронної системи феромагнітного зразка у внутрішньому ефективному магнітному полі. Або іншими словами, це нестабільні збудження по всьому об'ємі зразка коливань однорідної прецесії вектора намагніченості, що викликаються магнітним НВЧ-полем, перпендикулярним постійному намагніченому полі.
Феромагнітний резонанс виявляється методами магнітної радіоспектроскопії. Його основні характеристики — резонансні частоти, релаксація, форма і ширина ліній поглинання, нелінійні ефекти, визначаються колективною багатоелектронною природою феромагнетизму. При цьому, наявність доменної структури в феромагнетику ускладнює процес, приводячи до можливості появи декількох резонансних піків, а резонансне поглинання НВЧ енергії викликає його локальний нагрів.
Частота феромагнітного резонансу плоского зразка в паралельному зовнішньому полі {\displaystyle B} обчислюється за формулою Ч. Кіттеля (англ. С. Kittel):
{\displaystyle f={\frac {\gamma }{2\pi }}{\sqrt {B(B+\mu _{0}M)}}} ,
де {\displaystyle M}- намагніченість феромагнетика, {\displaystyle \mu _{0}} — магнітна стала (магнітна проникність вакууму), а {\displaystyle \gamma } — гіромагнітне співвідношення.

## Використання
Використання явища феромагнітного резонансу лежить в основі роботи багатьох надвисокочастотних пристроїв: резонансних вентилів і фільтрів, параметричних підсилювачів і перетворювачів частоти, обмежувачів потужності.